# 環球航空
環球航空（Trans World Airlines，TWA）為美國知名航空公司，總部設於密蘇里州的聖路易斯。1930年7月16日由跨大陆航空运输、西部快线航空、麦达克斯航空、标准航空及匹兹堡航空工业公司合并而成，初名“跨大陆及西部航空”（Transcontinental and Western Air，T&WA）。是DC-1、DC-2的首发用户。1934年西部快线航空退出，但保留T&WA品牌。T&WA在四十年代和五十年代由霍華德·休斯掌控，在此期间，T&WA一直是最先进客机的积极购买者。在休斯的管理下，T&WA取得了长足进步并于1950年更名为环球航空（Trans World Airlines，TWA），在二战后一直与泛美航空瓜分美國國際航線，并且在跨大西洋航线竞争中处于领先地位。TWA於2001年被美國航空併購並停止航線運營，2003年正式結業。

## 黃金時期

### 進入噴氣時代

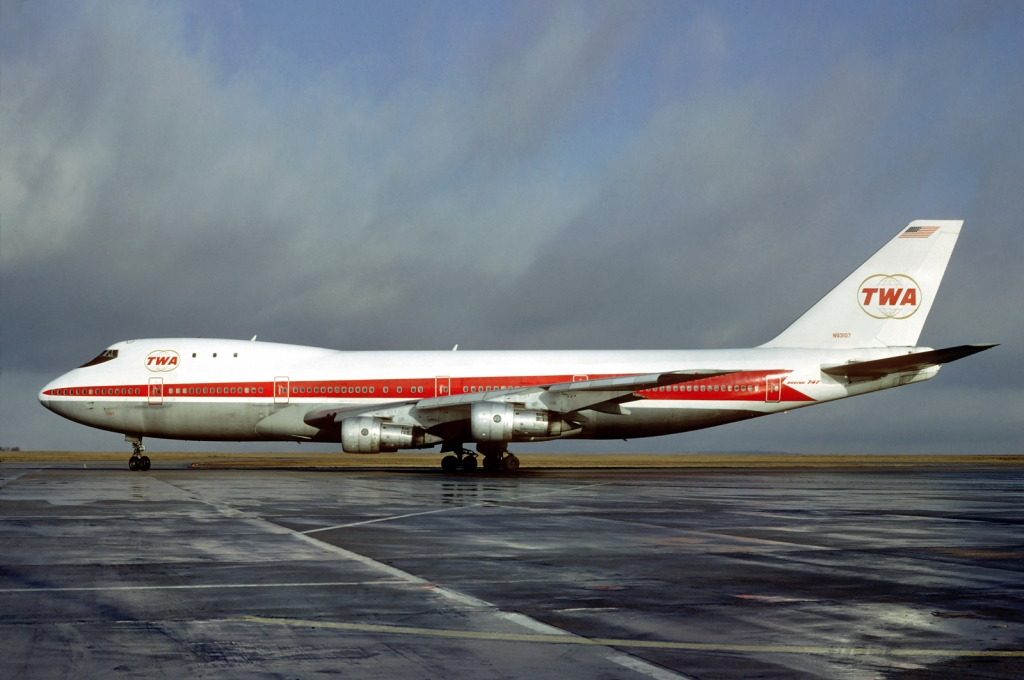
波音747-131（環球航空1970年代塗裝）

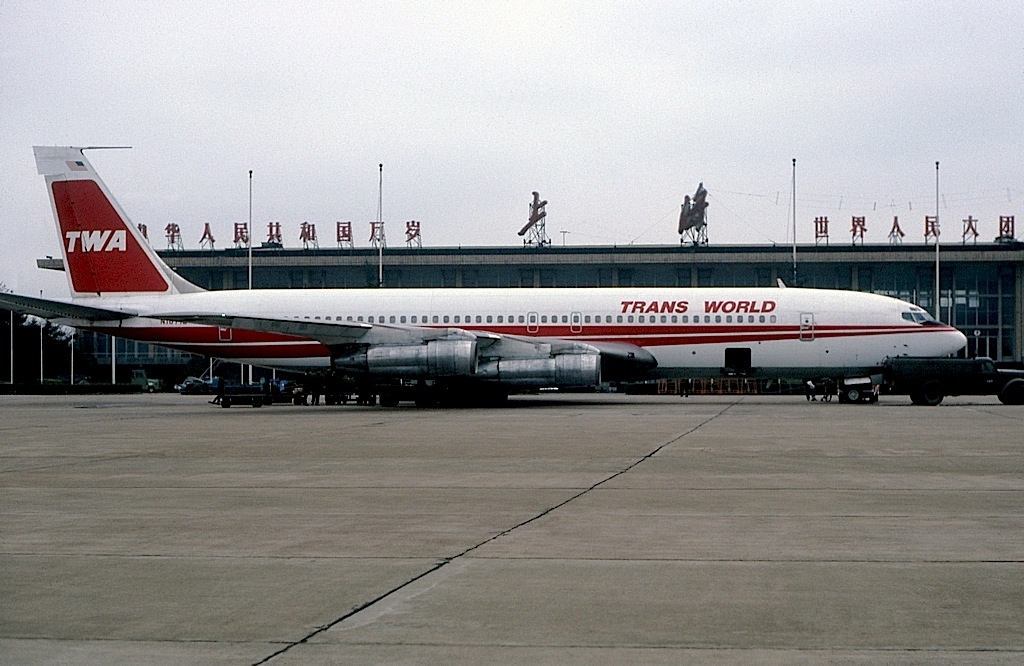
环球航空波音707客机在上海虹桥国际机场（1980年）

環航在1960年代後進入噴氣機時代，成為世界最早機隊噴氣化的航空之一，環航也和泛美航空是波音B747客機的首要客戶。在歐洲市場上，環航凌駕泛美航空的佔有率。在1969年取得美國當局的許可首次踏入太平洋市場，開設至夏威夷、日本和台灣航線。

### 獨占大西洋市場
在1988年的夏季，環球航空第一次也是唯一一次，服務超過50%的旅客往返大西洋兩岸。當時環航每天安排大型廣體客機飛行歐洲30個城市，撘載許多歐洲人前往美國旅行。但此紀錄維持不久，因為其他美國航空業者如美國航空、達美航空、聯合航空也加入戰局（從泛美航空取得歐洲航路權），使得競爭更加白熱化。

### 後期的「下一位飛去」服務
環航於1978年設立「下一位飛去」（Next Flight Out）的包裹運輸服務，當年環航設計有關服務是為了方便乘坐環航但又急需要把包裹送到其他地點的乘客。初期使用的乘客並不多，後來80年代開始有大量乘坐環航的商人使用，1988年更於電視上刊登宣傳廣告，服務一直直到2001年環航停辦才暫停。

## 財務危機

### 第一次破產（1992）
在總裁Tillinghast經營之下環航持續維持它黃金時期的光榮。然而Tillinghast卻忽略了有利可圖的太平洋市場及貢獻良多的貨運服務。他甚至曾説對環航毫無利潤可言而放棄，但這項舉動卻種下日後環航財務惡化的因素之一。
空運管制法案的廢除大大衝擊環航，在加上此後環航將它有利可圖的營業項目賣出。如此的結果導致環航於1992年宣布破產。

### 第二次破產（1995）
Carl Icahn 於1993年離開環航後，他透過自己經營的Karabu公司買下環航的機票印刷權，然而卻使環航必須每年付出可觀的費用支付給Karabu公司。於是在1995年再次宣佈破產。

### 環航爆炸案（環航800號航班）
1996年7月17日，型號為B747-100，機隊編號N93119執行800號航班任務，在紐約長島對開的大西洋上空爆炸，機上230人全數喪命。

### 短暫復甦（1998－2001）
環航空難突顯了環球航空機隊老舊的飛安危機。為了重拾以往的名聲，環航開始進行重整，包括：

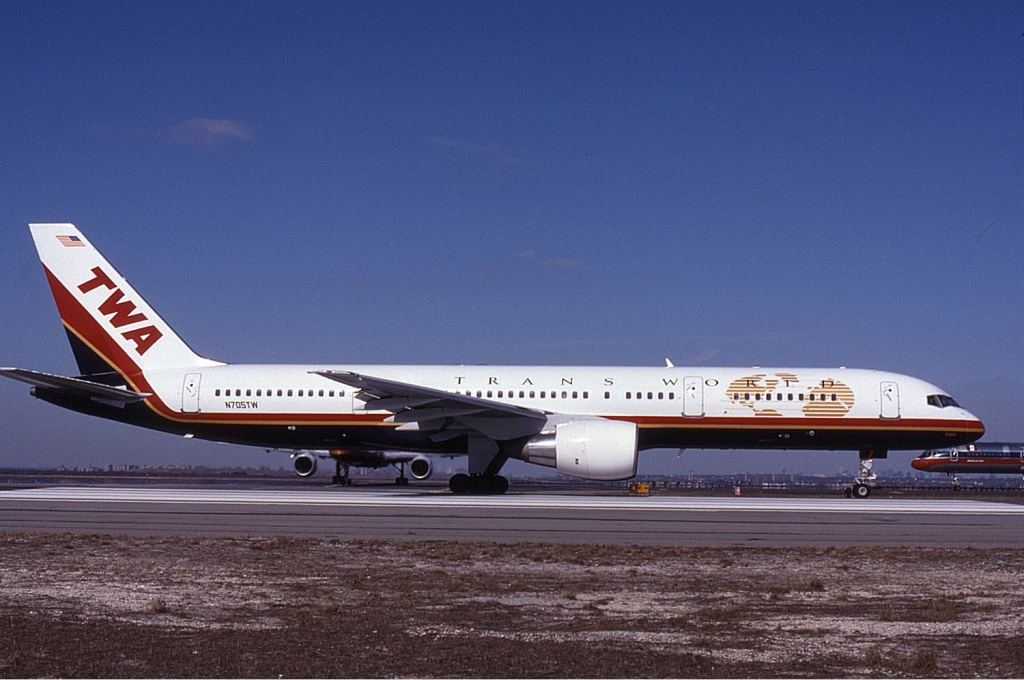
波音757-231（環球航空末代塗裝）

- 機隊更新：環航宣布採購125架新客機，機隊全面更新和縮小化。機齡老舊的波音747（仅留两架波音747-200B型服务）、727，洛克希德L-1011及道格拉斯DC-9客機全面淘汰。由載客量較小但具高經濟性能的波音717、757、767及麦克唐纳-道格拉斯MD-80組成全新的機隊。環航也向空中巴士訂購全新的A318客機（但A318並未交付給環航）
- 國際航線大幅萎縮：當時環航在國內線市場佔有一席之地，環航在此時將經營重心轉至美國國內市場。許多國際航線停止服務，國際航班也縮小到歐洲航線如倫敦、巴黎、里斯本和米蘭及中東航線的開羅、利雅得、特拉維夫。

### 第三次破產、被美国航空并购（2001）
2001年12月1日，環航再次提出破產申請。起因於環航無法負擔高達5億美元的重整金，最後美国航空提出援助，估計花費20億美元。最後環航與美航達成協議正式合併環航。

### 911事件、終止運營（2001-2003）

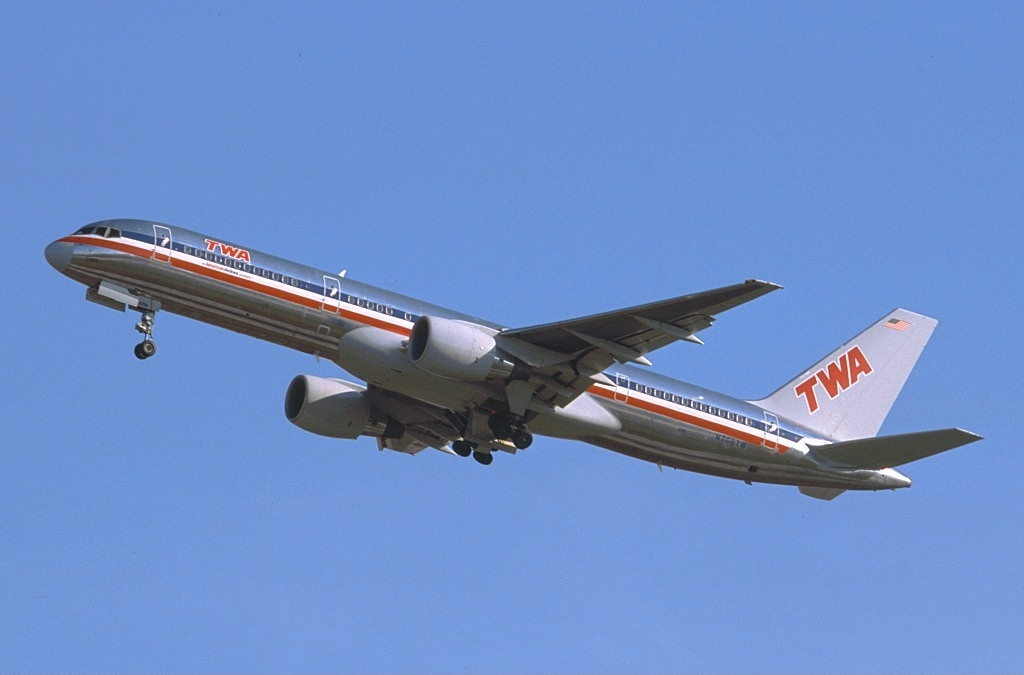
波音757-231（環球航空/美國航空合併塗裝）

起初美航計劃將環航作為子品牌運營，但在911事件的影響下美航決定對環航進行大規模裁員於2001年12月1日停止環航全部航線運營。2003年7月1日，美航正式停用環航品牌，曾創下輝煌歷史的環球航空正式走入歷史。

## 第五航廈
1962年完成的紐約甘迺迪國際機場第五航廈，由芬蘭建築師埃罗·沙里宁設計，造型特殊。曾為環航專用航廈，整修後2008年起成為廉價航空捷藍航空專屬航廈，2016年起改建為TWA飯店並於2019年重新開張。

## 意外
自1942年以來，TWA總共發生了84起意外事故。
第一起引發公眾關注的事故是NC1946（DC-3），即TWA3號班機事故，導致好萊塢明星卡洛尔·隆巴德與母親及其他20多人遇難。
1946年7月11日，一架TWA的洛克希德星座式客機，註冊號NC86513，執飛TWA513號訓練班機，在賓夕法尼亞州雷丁墜毀。機上6名機組人員僅1人倖存。事故是由貨艙起火所致，導致星座式客機在1946年7月12日到8月23日之間全部禁飛。
另一起公眾廣泛關注的事故發生於1956年6月30日，TWA2號班機在美國亞利桑那州大峽谷與聯合航空718號班機相撞，造成兩機128人全部罹難。事件促使美國徹底改變原有的飛行規則。
類似事件發生於1960年，即TWA266號班機與聯合航空826號班機在紐約上空相撞，造成134人遇難。

### 恐怖份子的襲擊目標
自1969年至1986年期間，環航成為巴勒斯坦恐怖份子的襲擊目標。由於當時環航在歐洲市場之大，恐怖份子藉由挾持環航班機報復美國和以色列。
- 1969年，TWA840號班機遭到左派的解放巴勒斯坦人民陣線挾持飛往大馬士革，機鼻遭到炸毀，所幸所有機上人員平安無事。飛機修復後重回服務。
- 1970年，TWA741號班機從法蘭克福飛往紐約途中遭到解放巴勒斯坦人民陣線挾持飛往約旦（當時也挾持其他歐美航班），所有人員均未遭到傷害。但飛機遭到炸毀。
- 1974年，TWA841號班機從特拉維夫飛往紐約，途中在希臘的愛奧尼亞海上空爆炸，88人全部喪生。
- 1985年，TWA847號航班原定從雅典飛往羅馬。但起飛後不久被與真主黨有關的恐怖組織挾持飛往貝魯特和阿爾及爾，被稱作「環球航空847（英语：TWA Flight 847）」事件，此次事件中造成一位美國海軍水手Robert Stethem喪生。（電影《三角洲部隊》劇情以此事件為架構），在挾持的兩週期間飛機往返貝魯特和阿爾及爾，燃料費用由機上空服員Uli Derickson的壳牌石油信用卡支付。為了悼念Stethem的喪生，亞里·勃克級驅逐艦的其中一艘以他的名字命名，即史塔森號驅逐艦。
- 1986年，TWA840航班從羅馬飛往雅典途中在希臘小鎮阿尔戈斯上空爆炸。造成包含一位九歲大孩童在內的4位美國乘客喪生。

### 800號班機空難
1996年7月17日，TWA800號班機從紐約市長島對開的大西洋爆炸墜毀，共230人遇難。美國國家運輸安全委員會總結事件起因，最有可能是由於外露電線點燃中央油箱，引發爆炸，但亦有遭恐怖份子炸毀之說。事發後媒體着眼於環航機隊老化的問題進行報導。

### 903號班機空難
1950年8月31日，TWA903在迫降時發生了猛烈爆炸，機上55人無一生還。

### 604號班機空難
1972年9月13日，TWA604號班機在舊金山國際機場飛行時衝出跑道墜入海中，3名機組受傷，無人遇難。

## 機隊

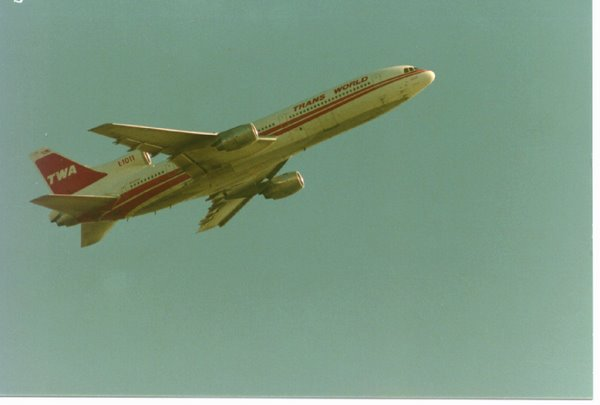
環球航空的洛克希德L-1011三星式客機

以下是環球航空在合併之前時的機隊數目：

### 合併前機種
| 機型                | 數量 | 座位數 | 服務航線               | 備註     |
| ------------------- | ---- | ------ | ---------------------- | -------- |
| 波音717             | 29   |        | 國內航線               | 全数卖出 |
| 波音747-200B        | 2    |        | 中長程國際航線         |          |
| 波音757-200         | 27   |        | 長程國際航線及国内航线 | 全数卖出 |
| 波音767-200ER/300ER | 26   |        | 中长程國际航線         | 全数卖出 |
| 麦道MD-80系列       | 187  |        | 中短程國內航線         |          |

### 退役客機
| 型號                   | 退役時間  | 服務航線 | 備註                                                           |
| ---------------------- | --------- | -------- | -------------------------------------------------------------- |
| 道格拉斯DC-2           | 1942      |          |                                                                |
| 道格拉斯DC-3           | 1957      |          |                                                                |
| 道格拉斯DC-9           | 1999      |          |                                                                |
| 波音707                | 1984      |          |                                                                |
| 波音727-100、200       | 1999      |          |                                                                |
| 波音747-100、200、SP   | 1998-2001 |          | SP型號於1979年至1986年服務亞洲航線，此後環航連同航線權售予美航 |
| 洛克希德L-1011三星式   | 1993-1997 |          |                                                                |
| 洛克希德超級星座式客機 | 1967      |          |                                                                |

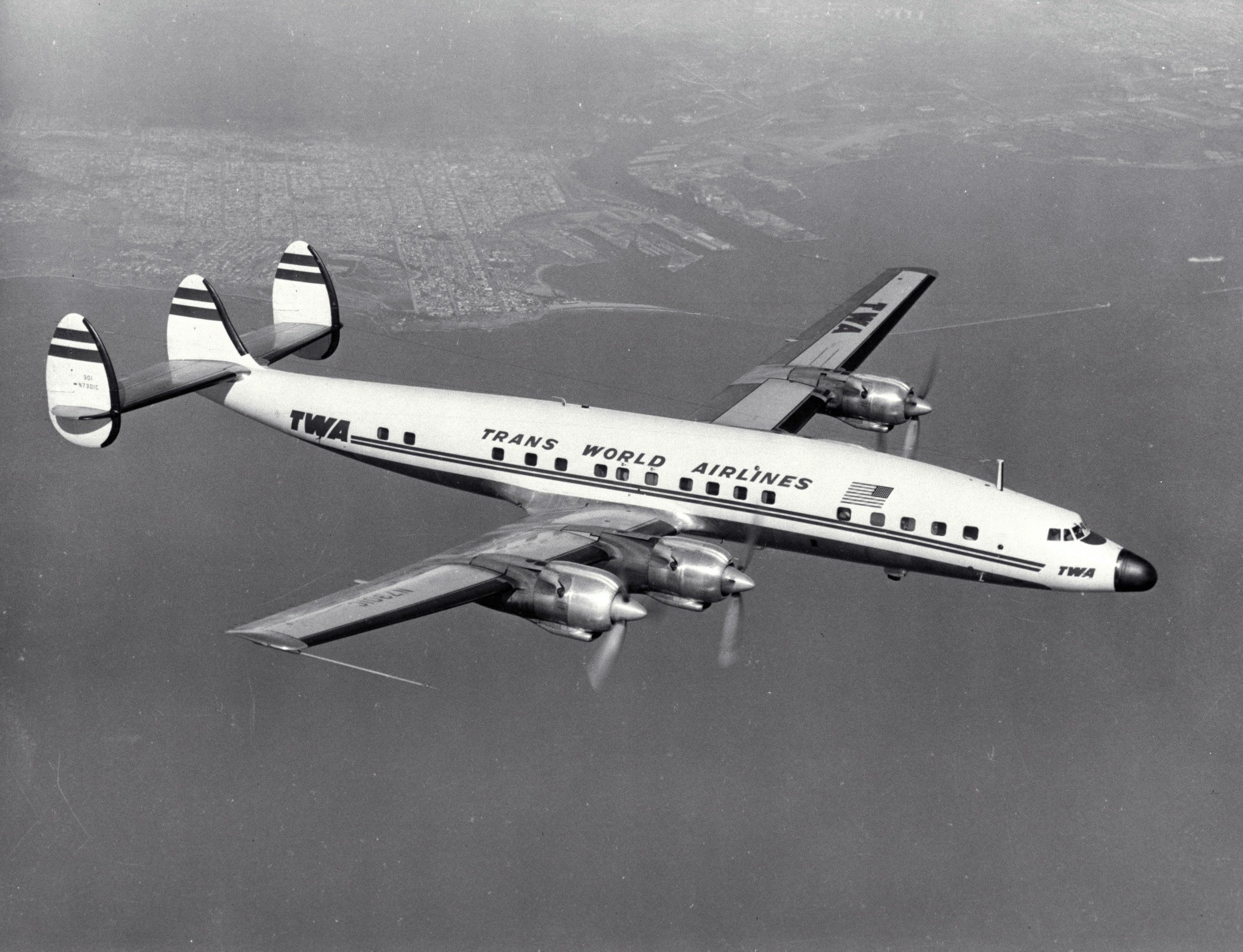
環球航空的洛克希德L-1049超級星座式客機

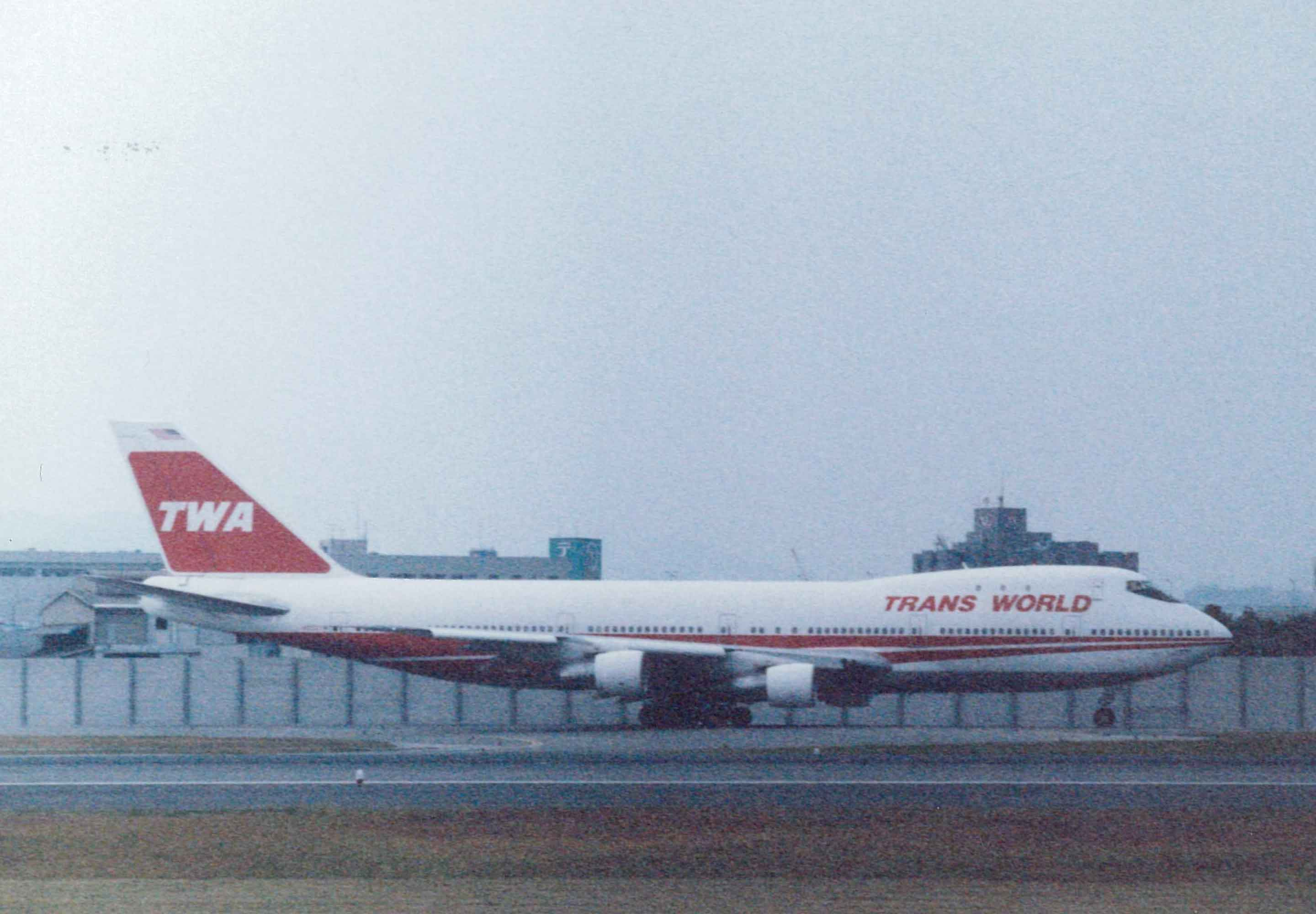
環球航空的波音747客機

環球航空也曾握有超音速客機協和號、波音2707、Sud Aviation Caravelle訂單。後來也向空中巴士購買A330，不過後來改為訂購A318。